# Denges
Denges is een gemeente en plaats in het Zwitserse kanton Vaud, en maakt deel uit van het district Morges.
Denges telt 1321 inwoners.